# Pubis angelical (álbum)
Pubis angelical es la banda sonora compuesta por Charly García para la película del mismo nombre de Raúl de la Torre, basada en la novela homónima del escritor Manuel Puig. Es el primer disco de estudio publicado por García como solista, después de disolver la súperbanda Serú Girán, y su primera banda sonora.

## Presentación y recepción
Se presentó como un álbum doble junto con Yendo de la cama al living. Fue grabado en mayo y junio de 1982 en los Hollywood Paradise Studios (Estudios del Jardín) por Charly García y Ernesto Soca. Mezclado en los estudios Ion por García y Amílcar Gilabert. García dedicó estos discos ("con todo amor") a su pareja, la brasileña Zoca, y a su hijo Miguel Ángel. El álbum se publicó como disco doble junto a Yendo de la cama al living y fue un éxito de ventas. En 1991 la discográfica EMI Odeón editó este disco junto con Yendo de la cama al living en un solo disco compacto.

## Lista de canciones
Todas las canciones escritas y compuestas por Charly García, excepto donde se indica. Invitados de acuerdo a los créditos del vinilo original. 
| N.º   | Título                                           | Nota | Duración |  |
| 1.    | «Operación densa»                                | Invitado: Quebracho («plomo», o cargador de equipos, de Charly García), gong. | 2:04     |  |
| 2.    | «Despertar de mambo»                             | | 2:32     |  |
| 3.    | «Rejas electrificadas»                           | | 1:00     |  |
| 4.    | «Pubis angelical»                                | Invitado: David Lebón, guitarra Fender y batería. | 2:27     |  |
| 5.    | «Monóculo fantástico»                            | | 2:05     |  |
| 6.    | «All I do the whole night through» (Freed/Brown) | Invitado: Patricio Bisso, voz y ukelele. Versión de «All I do is dream of you» (Todo lo que hago es soñar contigo), con letra de Arthur Freed Grossman (1894-1973) y música de Nacio Herb Brown (1896-1964), compuesta para la película Sadie McKee (1934) y luego reutilizado en la película Singin' in the rain (1952). | 1:47     |  |
| 7.    | «Sereno fantástico»                              | Nueva versión de la canción «Veinte trajes verdes» de Serú Girán, en piano, guitarra acústica y sintetizadores. | 3:01     |  |
| 8.    | «Transatlántico art decó»                        | Invitada: Fabiana Cantilo, voz. Esta melodía sería ―más de quince años después― parte de las canciones «Kill my mother», «El día que apagaron la luz», e «Influencia». | 3:28     |  |
| 9.    | «Caspa de estrellas»                             | Invitados: Daniel Colombres, tambor y hi-hat; Ernesto Zoca, guitarra rítmica. | 3:16     |  |
| 10.   | «Crimen, divina, productor»                      | Contiene partes de «Llorando en el espejo» de Serú Girán. | 2:55     |  |
| 11.   | «Pubis angelical (vocal)»                        | En sol mayor, incluye una melopea de Charly García. | 0:55     |  |
| 12.   | «Pubis angelical (vocal II)»                     | Invitada: Julia Zenko, voz. También en sol mayor, tiene una melopea realizada por Julia Zenko y Charly García. | 0:57     |  |
| 13.   | «Futuro pobre»                                   | Invitados: Alejandro De Raco, charango y quemanchá; Daniel Melingo, saxofón. | 3:30     |  |
| 14.   | «Tribunales del futuro pobre»                    | Invitados: Daniel Colombres, batería; César Salgán (incorrectamente llamado "Carlos" en el disco), bajo fretless. | 3:12     |  |
| 15.   | «Todos los pubis juntos»                         | La unión de las tres versiones anteriores de «Pubis Angelical», en sol mayor, con el solo de Lebón en fa mayor. | 2:30     |  |
| 34:03 |                                                  | |          |  |

## Músicos
- Charly García: piano, piano eléctrico, guitarra eléctrica, guitarra acústica, guitarra sintetizada Roland GR-300, sintetizadores, bajo eléctrico, batería, batería electrónica Roland TR-808 Rhythm Composer, percusión y voces.
- David Lebón: guitarra eléctrica Fender y batería en «Pubis angelical».
- Fabiana Cantilo: voz en «Transatlántico art decó».
- Daniel Melingo: saxo en «Futuro pobre».
- Patricio Bisso: voz y ukelele en «All I do the whole night through».
- Daniel Colombres: batería en «Caspa de estrellas» y «Tribunas del futuro pobre».
- Julia Zenko: voz en «Pubis angelical (vocal 2)» y en «Todos los pubis juntos».
- Ernesto Soca: guitarra rítmica en «Caspa de estrellas».
- Alejandro de Raco: charango y quemanchá en «Futuro pobre».
- Carlos Salgán: bajo fretless en «Tribunales del futuro pobre».
- Quebracho (ayudante de Charly García): gong en «Operación densa».

## Ficha técnica
- Grabación: mayo y junio de 1982, en Hollywood Paradise Studios (Estudios del Jardín).
- Productores: Charly García y Ernesto Soca.
- Mezclado: Amílcar Gilabert y Charly García en Estudios ION.